# Aspiració (medicina)

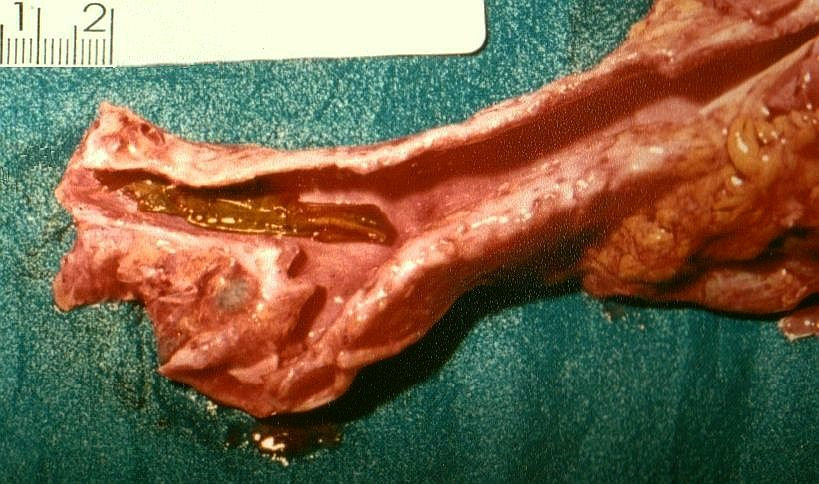
Aspiració traqueal d'un fragment de vegetal

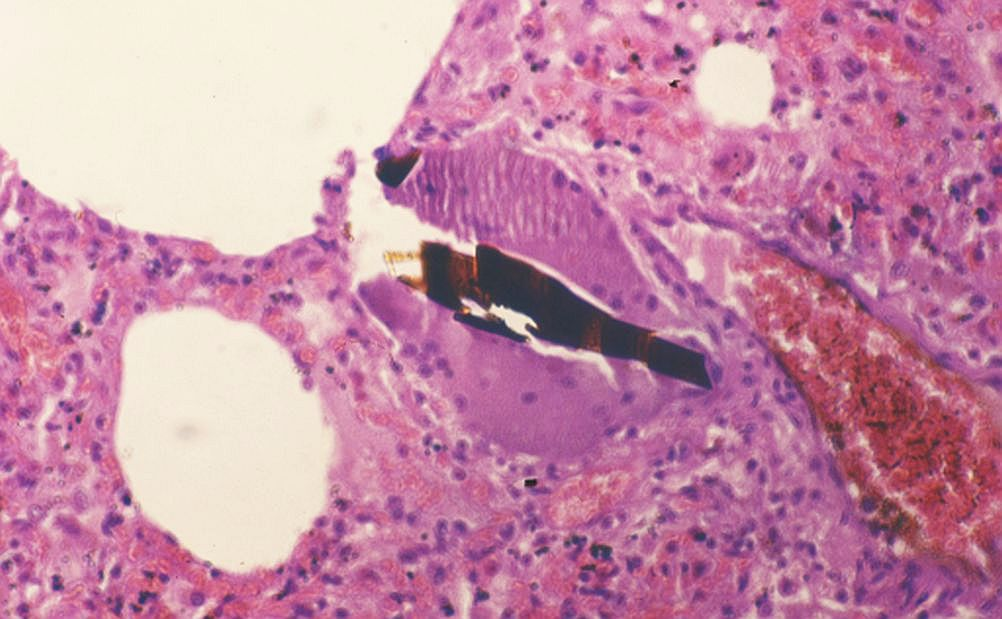
Aspiració intraalveolar d'un fragment d'artròpode, amb presència de cèl·lules multinucleades

L'aspiració ocorre quan un aliment sòlid o líquid passa a les vies respiratòries accidentalment. També pot ocórrer quan el contingut gàstric torna a la boca (en cas de regurgitació o vòmit) i aquest queda atrapat a les vies respiratòries en respirar. A vegades es denomina broncoaspiració per indicar que el contingut ha arribat almenys a bronquis. L'aspiració també pot donar-se en persones inconscients o nadons.
És un fenomen que freqüentment ocorre en les persones amb problemes per empassar (amb disfàgia), com ocorre entre el col·lectiu ancià o amb algun problema de demència, entre d'altres.
Els signes d'una broncoaspiració són la tos insistent, dificultat o soroll en respirar, el canvi de veu (per dipositar un cos estrany sobre les cordes bucals). Quan és greu (en produir una insuficiència respiratòria) la pell es torna morada, i fins i tot pot provocar una pèrdua del coneixement.
Per a l'extracció del cos estrany el més indicat és practicar maniobres de primers auxilis, i per això és de gran utilitat conèixer aquesta pràctica en cas d'estar al càrrec d'una persona amb risc d'aspiració. En cas que això no sigui possible o que no doni resultat, s'ha d'acudir als serveis d'emergència o trucar a un metge ràpidament per poder seguir les instruccions que aquest ens dicti.